# Christian Perronne
Pour les articles ayant des titres homophones, voir Perrone, Peronne et Pérronnes.
Christian Perronne, né le 19 mars 1955 à Angers (Maine-et-Loire), est un médecin et professeur des universités-praticien hospitalier français. Il est spécialisé dans les pathologies tropicales et les maladies infectieuses émergentes. Il a été président de la commission spécialisée « Maladies transmissibles » du Haut Conseil de la santé publique jusqu’en 2016.
Il est connu pour ses positions controversées sur la maladie de Lyme ainsi que son soutien apporté au traitement préconisé par le professeur Didier Raoult pendant la pandémie de Covid-19. Ses déclarations polémiques et réitérées et son soutien à l'association BonSens créée par Martine Wonner entraînent son exclusion de la Fédération française contre les maladies vectorielles à tiques (FFMVT) puis de l'Assistance publique - Hôpitaux de Paris à la fin de l'automne 2020. En 2021 et 2022, il contribue à la désinformation sur la pandémie de Covid-19.

## Biographie
Christian Perronne est né le 19 mars 1955 à Angers.
En 1985, il soutient une thèse d'exercice de la médecine sur le traitement par la coumermycine A1 de l'endocardite expérimentale à staphylocoque doré du rat à l'université Paris-Diderot.
En 1992, il soutient une thèse de doctorat en science médicale, intitulée Étude physiopathologique et thérapeutique d'infections opportunistes du sida dues à des micro-organismes à développement intracellulaire, à l'université Paris-Diderot, sous la direction de Jean-Jacques Pocidalo. Il étudie en collaboration les effets de l’adaptation au traitement antirétroviral hautement actif sur le sida dont le résultat est publié dans une lettre en 1998.
Professeur de maladies infectieuses et tropicales à l’université de Versailles – Saint-Quentin-en-Yvelines, il est chef du service des maladies infectieuses à l’hôpital Raymond-Poincaré de Garches jusqu'en décembre 2020. À cette date, à la suite de ses commentaires sur la conduite de la pandémie de Covid-19, notamment ses déclarations à la presse à la suite de la publication de son livre Y a-t-il une erreur qu'ils n'ont pas commise ?, il est démis de ses fonctions « pour des propos indignes de la fonction qu'il exerce » selon l’AP-HP. Il publie un autre livre sur le même thème le 31 mars 2021, intitulé Décidément, ils n'ont toujours rien compris !, que L'Express qualifie de « nouveau pamphlet multipliant les contre-vérités et assertions complotistes ».
Il a été, à partir de 2009, vice-président du groupe « European advisory group of experts on immunisation » (ETAGE), qui conseille la politique vaccinale européenne de l’Organisation mondiale de la santé,. Il quitte le groupe en 2016.
Il a été président de la commission des maladies transmissibles du Haut Conseil de la santé publique jusqu’en 2016,.
D'après Pauline Delassus et Anne Jouan, journalistes pour Paris Match, le nom de Christian Perronne apparait sur le procès-verbal de création de l'association Chronimed, mais ce dernier affirme en avril 2021 ne pas en être membre. Dans Le Livre noir de l'autisme, la journaliste Olivia Cattan affirme également que Christian Perronne est l'un des membres fondateurs de Chronimed.

### Maladie de Lyme
Christian Perronne est parfois présenté dans les médias comme spécialiste de la maladie de Lyme et comme la figure de proue des « Lyme doctors », en dépit de ses prises de position non conventionnelles et controversées, allant à l'inverse de la position de la communauté scientifique. Il défend notamment la théorie d'une explosion cachée de la maladie de Lyme « due à une prolifération mal contrôlée de tiques trafiquées par un chercheur nazi réfugié aux États-Unis ».
Il est, en France, l'un des rares membres de sa communauté à remettre en cause la fiabilité des tests de diagnostic médical (Elisa, transfert de protéines) pour les borrélioses, et leur capacité à identifier tous les types de borrélies potentiellement en cause dans la maladie de Lyme.
Il soutient l'existence d'une forme chronique de la borréliose de Lyme et plaide pour la nécessité d'une prise en charge thérapeutique de cette forme. Il a notamment demandé la reconnaissance de la dénomination retenue par la Haute Autorité de santé (HAS) faisant prévaloir l'existence d'un « syndrome persistant polymorphe après une possible morsure de tique » en lieu et place d'un allégué « syndrome post-traitement de la maladie de Lyme » dont il récuse l'implication. C'était aussi une demande des associations de patients,,. Il est cofondateur et vice-président de la Fédération française contre les maladies vectorielles à tiques et président de son conseil scientifique, jusqu'en octobre 2020.
En 2015, il supervise au CHU de Garches l'étude controversée d'un traitement « électrophotonique » de la maladie.
En 2016, il affirme que l'explosion de la maladie de Lyme, cachée par « l'armée américaine et les scientifiques sous sa coupe », est due à une prolifération mal contrôlée de tiques trafiquées par le chercheur en virologie nazi — Erich Traub — transféré aux États-Unis, dans le cadre de l'opération Paperclip à l'issue de la seconde guerre mondiale. Le professeur Didier Raoult le qualifie alors de « confrère qui a pris une position de leader du Lyme, sans bagage scientifique spécifique dans ce domaine, autre que ses croyances et le support de ses disciples »,. Ce même Didier Raoult ajoutait : « Il n’a pas de production scientifique lisible. Il a embrassé les théories alternatives et a même convaincu un grand hebdomadaire qu’il existait un complot tendant à dissimuler (pour quelle raison ?) l’ampleur du désastre. » 
En 2019, il affirme recevoir des patients « de la France entière et même de l’étranger » et en guérir environ 80 % par un traitement antibiotique de longue durée que ses confrères jugent pourtant risqué ou inutile. Selon La Croix, les résultats qu'il affirme avoir obtenus « laisse[nt] sceptique l’immense majorité de ses confrères infectiologues », qui attribuent la guérison à un effet placebo ou à un diagnostic erroné,,. Son ouvrage, La vérité sur la maladie de Lyme, est « controversé dans le milieu médical » selon Jean-Yves Nau.

### Études sur l'Artemisia annua
En août 2020, deux articles scientifiques, rapportant les résultats d'études cliniques concernant l'Artemisia annua, dont il a été co-auteur, sont rétractés par l'éditeur de la revue Phytomedicine (en) en raison de préoccupations à propos de l'approbation dans les temps par le comité d'éthique, l'acceptation par les participants de voir leurs données publiées et la fiabilité des données, auxquelles les auteurs n'ont pu apporter d'explication satisfaisante. L'histoire de ces deux essais a été décrite en détail par le site web Retraction Watch. Pour l'auteur des commentaires à l'origine de la rétraction, le rôle de Christian Perronne apparaît mineur dans l'étude.

### Pandémie de Covid-19

#### Polémiques liées aux traitements de la Covid-19 à base d'hydroxychloroquine
Début avril 2020, pendant la pandémie de Covid-19, Christian Perronne participe aux polémiques sur l'hydroxychloroquine. Il prône l'utilisation du traitement combinant hydroxychloroquine et azithromycine proposé par Didier Raoult et le prescrit, bien que les preuves expérimentales de l'efficacité de ce traitement soient « imparfaites et principalement non-publiées » à cette date selon lui, et « insuffisantes » selon un article du journaliste indépendant Yves Sciama dans la revue scientifique Science. Avec Philippe Douste-Blazy, ancien ministre de la Santé, il lance une pétition en ligne intitulée « Ne perdons plus de temps », qui demande que l'hydroxychloroquine soit autorisée pour « les cas bénins dans un cadre hospitalier ». Cette pétition est signée par une dizaine de personnalités françaises de la médecine et par presque 575 000 personnes.
Christian Perronne considère que le ministre français de la Santé a été « incroyablement rigide ». Il refuse de participer à des essais randomisés contrôlés sur l'hydroxychloroquine qui auraient impliqué un groupe placebo, considérant qu'il serait « non éthique d'utiliser un groupe placebo dans le cas d'une maladie mortelle » ; il prescrit le traitement à l'hydroxychloroquine à tous ses patients contaminés, à l'exception des formes les plus bénignes. Christian Perronne a contribué à l'engouement du public pour cette molécule après les annonces de Didier Raoult. Cet engouement a rendu plus difficile la réalisation de tests sur son efficacité selon un protocole « plus rigoureux »,.
Pendant la pandémie, il cosigne le 5 mai 2020 une prépublication mettant en évidence le bénéfice du traitement par l'azithromycine associée ou non à l'hydroxychloroquine ; l'étude est qualifiée de « cas d'école pour savoir ce qu'il ne faut pas faire » par le site Futura. Les auteurs la retirent ensuite pour qu'elle ne soit plus citée, expliquant qu'« en raison de la controverse à propos de l'hydroxychloroquine et de la nature rétrospective de leur étude, [ils préfèrent] la réviser après examen par les pairs ». Christian Perronne déclare : « On a été obligé de la retirer parce qu’on s’est pris des seaux de purin sur la tête mais l’article est toujours en comité de relecture dans un journal international. Mes équipes ont reçu des appels de menace de collègues leur demandant s’ils avaient bien réfléchi à leur carrière en signant un papier pareil ». Selon 20 Minutes, des participants à l'étude auraient demandé à voir leur nom retiré de la liste des auteurs avant même sa pré-publication, car ils auraient émis des doutes sur sa méthodologie dès le départ. Une nouvelle version de l'article est publiée le 2 août dans International Journal of Antimicrobial Agents (en), revue dirigée par un membre de l'IHU Méditerranée Infection qui avait précédemment publié plusieurs études à la méthodologie controversée sur l'hydroxychloroquine au début de l'épidémie.
Dans un livre réquisitoire — Y a-t-il une erreur qu'ils n'ont pas commise ? — publié à la fin du printemps 2020, Christian Perronne critique la gestion par l’État français de la pandémie de Covid-19, dénonçant « un mensonge d’État », sur les pénuries de masques, les tests et ce qu’il perçoit comme un lobbying intensif des laboratoires, et des « big pharma »,. Dans le quotidien Les Échos, Kevin Badeau écrit que, du point de vue de l’auteur, qui selon lui « sombre trop souvent dans l’excès de sévérité », « tout ou presque relève du scandale ».
Au cours de plusieurs entretiens et confrontations télévisées,, ou radiophoniques, il s’en prend à divers décrets dont les promulgations auraient contribué à faire en sorte que les médecins du CHU de Nantes n’auraient consécutivement été confrontés à d’autre issue que celle de « laisser crever son beau-frère » en raison de l’impossibilité pour eux de recourir au seul médicament qui, selon lui, aurait pu contribuer à le tirer d’affaire. Il estime dès lors que le traitement recourant à cette médication, si elle n’avait pas été interdite, aurait pu contribuer à sauver 25 000 personnes. Il ajoute qu'« il y a une véritable corruption qui a plongé des dizaines de milliers de Français dans la mort » et que des opposants à l'hydroxychloroquine sont « achetés par l'industrie pharmaceutique »,. Ces déclarations indignent de nombreux soignants. Conséquemment, l’Assistance publique - Hôpitaux de Paris (AP-HP) saisit ses instances déontologiques. Par extension, dans une lettre datée du 24 juin 2020, le directeur général de cette instance, en la personne de Martin Hirsch, demande à son collège de déontologie de rendre un avis éclairé « avant la fin du mois de juillet » afin de déceler ou infirmer l’existence d’éventuels « manquements à des obligations d’ordre déontologique (…) dans un cas de figure où des propos sont tenus avec l’autorité conférée à une fonction de responsabilité dans un hôpital public universitaire ». Le Conseil national de l'Ordre des médecins (CNOM) se trouve ainsi sommé de réagir. Ce dernier saisit peu après le conseil départemental de l’Ordre des médecins des Hauts-de-Seine afin qu’il statue sur d’éventuelles sanctions,,,. Une autre procédure émane de l'AP-HP.

#### Désinformation à propos des vaccins contre la Covid-19
À l'automne 2021, il est l'auteur d'affirmations fausses ou trompeuses sur les vaccins contre la Covid-19 et la situation épidémique : le 21 novembre 2021, alors que les contaminations se multiplient en France, il affirme sur la chaîne de télévision CNews qu'il n'y a pas de cinquième vague et que la pandémie est « quasiment terminée en France ». Il présente par ailleurs les vaccins contre la Covid-19 comme des « substances thérapeutiques expérimentales », qui ne protègeraient pas contre les formes graves, et prétend que l'épidémie est terminée dans les pays qui ne vaccinent pas. Le 3 décembre 2021, lors d'un entretien pour la chaîne Sputnik, il prétend que les vaccins ne protègent pas contre la transmission du virus et que la mise sur le marché des vaccins contre la Covid-19 serait illégale.
En décembre 2021, il participe à un « doctothon », qui réunit « des médecins connus pour leurs prises de positions à rebours de la communauté scientifique », et des « personnes connues pour leurs propos complotistes ». Il y répète que l'épidémie a quasiment disparu dans les pays qui n'ont pas vacciné leur population.
En janvier 2022, il est invité à la Chambre des députés du Luxembourg par deux auteurs de pétitions contre la vaccination obligatoire. Il y tient des propos trompeurs sur les vaccins.
Sur Conspiracy Watch, Rudy Reichstadt fait référence à la loi de Brandolini illustrée par Christian Perronne. En effet, une séquence d'une minute sur Sud Radio au cours de laquelle Christian Perronne prétend qu'il y aurait plus de fausses couches chez les femmes enceintes ayant reçu le vaccin Pfizer contre la COVID-19 a nécessité plus d'une heure et demi de recherche pour établir que cette affirmation était fausse : les chiffres cités par Christian Perronne n'étaient pas ceux qui figuraient dans l'étude. Rudy Reichstadt estime que « Perrone tient un discours hallucinant de complotisme, il parle de complot mondial (...) ».

#### Mises en cause
Le 19 octobre 2020, le conseil d'administration de la Fédération française contre les maladies vectorielles à tiques (FFMVT) démet Christian Perronne de ses fonctions de vice-président et de celles de président de son conseil scientifique, en raison de ses propos polémiques sur la Covid-19, de son soutien de l'association BonSens, dont il est l'un des fondateurs dont les « valeurs » sont jugées « étrangères à l'éthique de la FFMVT », et de son indisponibilité récente face au travail à effectuer au sein de la fédération,.
Le 17 décembre 2020, Martin Hirsch, directeur général de l'AP-HP, met fin à ses fonctions de chef de service des maladies infectieuses et tropicales à l'hôpital Raymond-Poincaré de Garches, après qu’il a notamment affirmé que les malades de la Covid-19 représentaient une aubaine financière pour les médecins et tenu des propos polémiques concernant l’hydroxychloroquine, et formule une plainte à caractère professionnel devant le Conseil national de l'Ordre des médecins,,,,.
Le comité d'éthique du CNRS le cite dans un avis paru en septembre 2021 parmi les acteurs ayant participé à une dérive populiste de la science, en raison de sa pétition lancée avec Philippe Douste-Blazy en faveur de l'utilisation de l'hydroxychloroquine promue par Didier Raoult, s'inquiétant « que le choix d’un traitement puisse être décidé par l’opinion publique sur la base d’une pétition ou d’un sondage »,.

#### Plainte de l'Ordre des médecins rejetée en première instance
Début décembre 2020, le Conseil national de l'Ordre des médecins dépose une plainte juridique contre six médecins, dont Christian Perronne, en raison de propos jugés controversés sur l’épidémie de Covid-19. De plus, l'infectiologue de l'hôpital Bichat-Claude-Bernard Nathan Peiffer-Smadja, porte plainte pour « dénigrement » devant le conseil de l’Ordre, envers le professeur Perronne qui a plusieurs fois cité son nom dans les médias et critiqué une étude qu'il avait produite.
Le 13 septembre 2022, il comparait devant la chambre disciplinaire de l'Ordre des médecins d'Île-de-France pour manquements au code de la santé : il est accusé d'avoir « fait courir un risque injustifié » aux patients par sa défense de l'hydroxychloroquine, et d'avoir tenu des « propos outranciers » et « anti-vaccin » durant la pandémie dans « la presse nationale, sur différents réseaux sociaux ainsi que dans son livre ». Notamment, Chrisitan Perrone a affirmé que les malades du Covid seraient une aubaine financière pour les médecins et il a proféré diverses accusations contre le Dr Peiffer-Smadja, notamment d'avoir publié une étude sans déclarer un conflit d'intérêts.
Le 21 octobre 2022, cette plainte est rejetée en première instance, la chambre disciplinaire considérant qu'en tant qu'expert international, il avait légitimité à s'exprimer, et n'avait pas appelé à la violence ou tenu un discours antivax,,. Le Dr Peiffer-Smadja est « sanctionné d’un avertissement par la chambre pour avoir publié des tweets insultants et injurieux envers le Professeur Perronne », la chambre disciplinaire considérant qu’aucun propos discourtois n'avait été tenu envers le Dr Peiffer-Smadja, et que celui-ci avait « juste été cité comme auteur d’une étude ». Le Conseil national de l'Ordre des médecins annonce faire appel de cette décision.

## Fonctions
- Chef du département de médecine de l’hôpital Raymond-Poincaré à Garches, Assistance publique - Hôpitaux de Paris. Démis de ses fonctions en décembre 2020[5].
- En 2005, président de groupes de travail élaborant des recommandations basées sur les preuves du traitement antibiotique des infections respiratoires à l’Agence nationale de sécurité du médicament et des produits de santé (ANSM, ex-AFSSAPS)[78].
- Président de la section maladies transmissibles du Conseil supérieur d’hygiène publique de France de 2001 à 2007[79].
- Président jusqu’en 2016 de la commission Maladies transmissibles du Haut Conseil de la santé publique (HCSP)[80],[81],[82].
- Membre du conseil scientifique de l’Institut de recherche en microbiologie et maladies infectieuses (IMMI, INSERM) jusqu’en 2013[83].
- Président du Conseil national des universités (CNU), sous-section Maladies infectieuses et tropicales[13].
- Ancien membre et vice-président du groupe ETAGE (European Advisory Group of Experts on Immunisation), groupe d’experts conseillant la politique vaccinale dans la région Europe de l’Organisation mondiale de la santé[84],[85],[86].

## Publications
- Avec François Denis, Mycobacterium tuberculosis et mycobactéries atypiques, Paris, Elsevier Masson, 2004 (ISBN 978-2-7381-4997-8, BNF 39144965).
- La Vérité sur la maladie de Lyme : infections cachées, vies brisées, vers une nouvelle médecine, Paris, éditions Odile Jacob, 2019, 2e éd., 336 p. (ISBN 2738150543, BNF 45836447)[9],[20],[24],[31],[48].
- Y a-t-il une erreur qu’ILS n’ont pas commise ? : Covid-19 : l'union sacrée de l'incompétence et de l'arrogance, éditions Albin Michel, 2020 (ISBN 978-2226455185)[47],[48],[55].
- Décidément, ILS n'ont toujours rien compris ! : Covid-19, celui qui dit la vérité doit être exécuté..., Paris, Albin Michel, 2021, 288 p. (ISBN 978-2226461339 et 2226461337).
- Les 33 questions auxquelles ILS n'ont toujours pas répondu, éditions Albin Michel, 2022, 175 p. (ISBN 978-2-226-47443-8).